# Teatro Estatal de Espectadores Jóvenes de Azerbaiyán
El Teatro Estatal de Espectadores Jóvenes de Azerbaiyán (en azerí: Azərbaycan Dövlət Gənc Tamaşaçılar Teatrı) es un teatro público situado en Bakú.

## Historia del teatro
El teatro fue fundado el 20 de septiembre de 1928. La sección ruso del teatro comenzó su actividad el 6 de noviembre de 1928. En 1936 el teatro recibió el nombre del escritor y político ruso, Máximo Gorki.
El Teatro Estatal de Espectadores Jóvenes de Azerbaiyán fue galardonado con el Premio Lenin en 1978 y la Orden de la Insignia de Honor en 1979.
En 2011 el Teatro Estatal de Espectadores Jóvenes de Azerbaiyán se convirtió en miembro de ASSITEJ ( International Association of Theatre for Children and Young People) y se abrió el centro nacional de ASSITEJ en Azerbaiyán.
El repertorio del teatro incluye las obras de teatro de los dramaturgos nacionales y  extranjeros – William Shakespeare, Martin McDonagh, Hans Christian Andersen, Alekséi Nikoláyevich Tolstói, Husein Yavid, Yafar Yabbarlí, Mirza Fatali Akhundov, Ilyas Afandiyev, Suleyman Rustam, Abdurrahim bey Hagverdiyev, Abdulla Shaig, Nezamí Ganyaví, Suleyman Sani Ajundov para los adultos y escolares.

## Festivales
El teatro ha participado en los festivales internacionales de teatro desde el año 2006.
| Eventos                                                                         | Fecha                      | Lugar                                        | Representación                                                                               |
| El concierto de gala del 2º Festival Internacional de Teatro                    | diciembre de 2006          | Ciudad Podolsk de Óblast de Moscú, Rusia     | Los fragmentos de la opereta “Arshin Mal Alan” de Uzeyir Hajibeyov                           |
| Festival Internacional Infantil de 23 de abril                                  | abril de 2007              | Alanya, Turquía                              | “Bien y Mal” de Nezamí Ganyaví, “Gansa” de Rasul Rza and “Juego y baile” de Iskandar Joshgun |
| Festival Internacional Infantil de 23 de abril                                  | abril de 2008              | Ankara y Iğdır, Turquía                      | “El truco de la abuela” de Ahmad Oruj                                                        |
| El 9º Festival Internacional de Teatro de los Países Turcoparlentes             | mayo-junio de 2009         | Kazán, Rusia                                 | “Peri cadu” de Abdurrahim bey Hagverdiyev                                                    |
| El 12º Festival Internacional Festival de Arte Antiguo                          | junio de 2010              | Simferópol                                   | "Esopo" de Guilherme Figueiredo                                                              |
| El 32º Festival Internacional "Fajr"                                            | febrero de 2011            | Qurqan, Irán                                 | “Otelo” de William Shakespeare                                                               |
| El 2º Festival Internacional ArtOkraina                                         | noviembre de 2011          | San Petersburgo                              | "El contrabajo" de Patrick Süskind                                                           |
| El 5º Festival Internacional de Teatro                                          | enero de 2012              | Emirato de Fuyaira, Emiratos Árabes Unidos   | "Por fin...” de Peter Turrini                                                                |
| El 33º Festival Internacional "Fajr"                                            | febrero de 2012            | Irán                                         | "Don Raffaele il trombone" de Peppino De Filippo                                             |
| El 17º Festival Internacional de Teatro "Belaya Veja"                           | septiembre de 2012         | Brest, Bielorrusia                           | "Don Raffaele il trombone" de Peppino De Filippo                                             |
| El Festival Internacional Colombo                                               | marzo-abril de 2013        | Sri Lanka                                    | "El contrabajo" de Patrick Süskind                                                           |
| El 1º Festival Internacional de Teatro de Şəki                                  | septiembre de 2014         | Şəki, Azerbaiyán                             | "Yo vine, Chicas" ("Guerra") de Lars Norén                                                   |
| El 19º Festival Internacional de Teatro "Belaya Veja"                           | septiembre de 2014         | Brest, Bielorrusia                           | "Sin palabras" de Samuel Beckett                                                             |
| El 1º Festival Internacional Martin McDonagh                                    | octubre de 2014            | Perm, Rusia                                  | “The Lonesome West" de Martin McDonagh                                                       |
| El 17º Festival Internacional de Teatro Black Sea                               | abril-mayo de 2016         | Trebisonda, Turquía                          | “El payaso viejo” de Matei Vișniec                                                           |
| El 21º Festival Internacional de Teatro de la Juventud "Clásicos Rusos"         | mayo                       | Ciudad Lobnya de Óblast de Moscú, Rusia      | “Diario de un loco” de Nikolái Gógol                                                         |
| El 8º Festival Internacional de Teatro “Gostniy Dvor”                           | mayo-junio                 | Oremburgo, Rusia                             | "Yo vine, Chicas" ("Guerra") de Lars Norén                                                   |
| El 2º Festival Internacional Martin McDonagh                                    | octubre de 2016            | Perm, Rusia                                  | "La reina de belleza de Leenane" de Martin McDonagh                                          |
| El 11º Festival Internacional "Atspindys"                                       | octubre                    | Vilna y Visaginas, Lituania                  | "Sin palabras" by Samuel Beckett                                                             |
| El 3º Festival Internacional de Teatro "Corazón Caliente"                       | abril de 2017              | Kineshma, Óblast de Ivánovo, Rusia           | “Diario de un loco” de Nikolái Gógol                                                         |
| El 14º Festival Internacional de Arte Popular “Corona de Amistad”               | junio-julio de 2017        | Babruisk, Provincia de Maguilov, Bielorrusia | "El contrabajo" de Patrick Süskind                                                           |
| El 6º Festival Internacional “Tuganlig” de Teatros de los Países Turcoparlentes | septiembre de 2017         | Ufá, Rusia                                   | “Castigo” de Tamara Valiyeva                                                                 |
| El 1º Festival Internacional de Teatro "Keyeda" para niños y jóvenes            | septiembre-octubre de 2017 | Elistá, Rusia                                | “Tik-tik khanim“ de Abdulla Shaig                                                            |
| El Festival Internacional “Maria”                                               | octubre de 2017            | Kiev, Ucrania                                | "El contrabajo" de Patrick Süskind                                                           |
| El 36º Festival Internacional de Teatro “Fajr”                                  | enero de 2018              | Teherán, Irán                                | “Castigo” de Tamara Valiyeva                                                                 |
| Las 8º Olimpiadas Internacionales de Teatro                                     | marzo de 2018              | India                                        | “Castigo” de Tamara Valiyeva                                                                 |